# Telescopio Extremadamente Grande
El Telescopio Extremadamente Grande (ELT por sus siglas en inglés, de Extremely Large Telescope) es un telescopio terrestre de grandes dimensiones, con un diámetro de 39 metros. Es la propuesta del Observatorio Europeo Austral para la nueva generación de telescopios ópticos. El Observatorio Europeo Austral (ESO) se ha centrado en este nuevo diseño, más pequeño de lo previsto, después de que un estudio de viabilidad del anterior proyecto, un telescopio de 100 metros de diámetro conocido como Overwhelmingly Large Telescope, concluyera en que costaría alrededor de 1.500 millones de Euros y sería demasiado complejo. El 26 de abril de 2010, el Consejo del Observatorio Europeo Austral (ESO) seleccionó el cerro Armazones en el Desierto de Atacama, Chile, como ubicación de referencia del futuro ELT. Se esperaba que la instalación tardase 11 años en construirse, de 2014 a 2025. A febrero de 2023 se estima que el telescopio verá la primera luz en el año 2028.

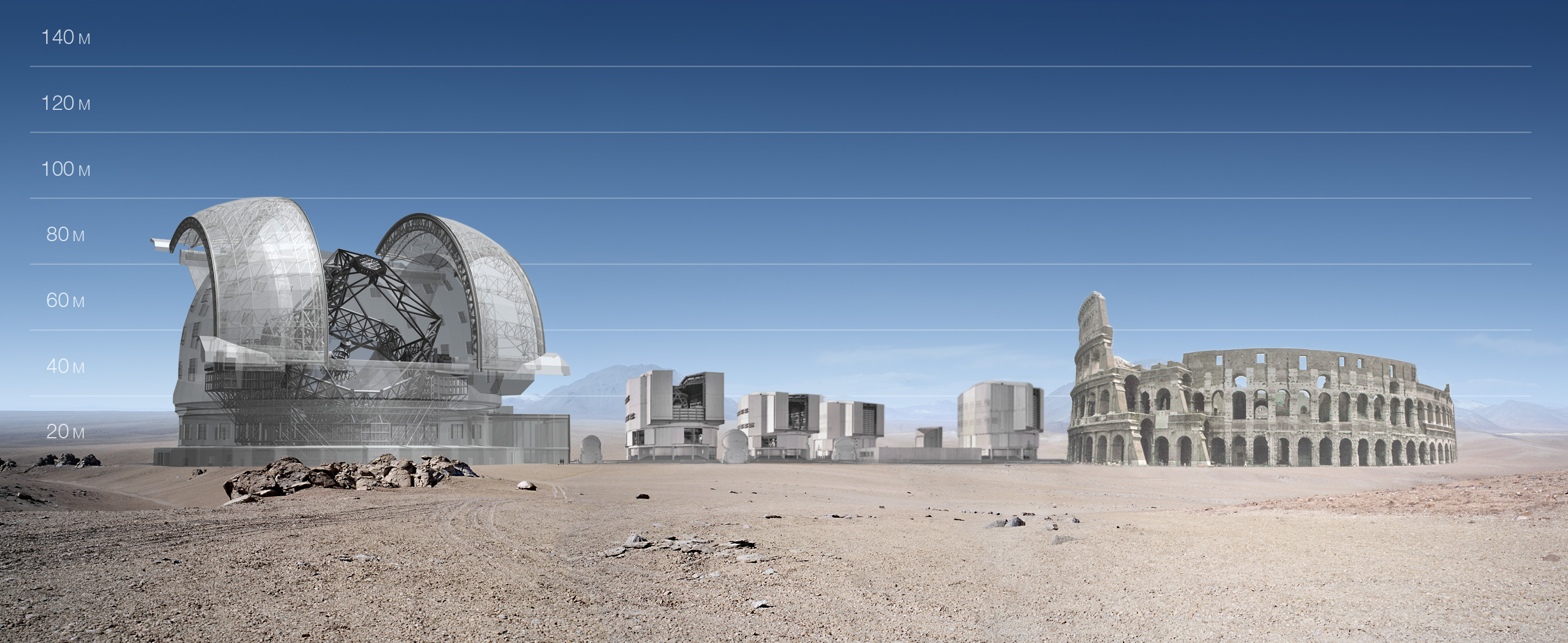
E-ELT vs VLT vs Colosseum

## Construcción y tecnología
La tecnología de fabricación actual permite un espejo de una sola pieza tenga apenas unos ocho metros. Algunos telescopios en funcionamiento de gran tamaño, como el Gran Telescopio Canarias y el Gran Telescopio Sudafricano, utilizan varios espejos hexagonales unidos para poder conseguir en total un espejo de 10 metros de diámetro. El Telescopio Europeo Extremadamente Grande, por tanto, necesitaría un diseño parecido. 
El proyecto del ELT tiene como objetivo la observación del universo con un detalle mayor incluso que el del Telescopio espacial Hubble. El espejo de 39 metros posibilitaría el estudio de las atmósferas de planetas extrasolares, así como el estudio de esos planetas en sí, de los discos protoplanetarios exteriores al Sistema Solar, de la energía oscura y de la formación de galaxias. El ELT está dentro del Plan Europeo de Infraestructuras de Investigación y en el Plan de Infraestructuras de la organización Astronet y "en este momento está pasando una fase B que terminará con una revisión del diseño final de la instalación completa en 2009-2010. Este estudio en la fase B incluye contratos con la industria para diseñar y producir prototipos de elementos clave, como son las secciones del espejo principal, el cuarto espejo adaptativo o la estructura mecánica. También hay en él estudios conceptuales de ocho instrumentos". Para la realización de los proyectos de Astronet será necesario un aumento de la financiación de un 20%, aproximadamente. Para Tim de Zeeuw, director general del ESO, "que el E-ELT esté en lugar prioritario en el plan significa un fuerte apoyo por parte de la comunidad astronómica europea". Asimismo, asegura que "Este proyecto emblemático hará mejorar la imagen científica, tecnológica e industrial de Europa".
Debido a la competencia de otros proyectos del mismo estilo, especialmente el Thirty Meter Telescope y el Telescopio Gigante de Magallanes, “la decisión de la construcción del ELT no puede posponerse más allá de 2010".. La fase de diseño de los cinco espejos anastigmáticos, con un coste de 57 millones de euros, está cubierta en su totalidad por el presupuesto del ESO. El coste estimado total de la construcción es de 960 millones de euros. 

## Instrumentación

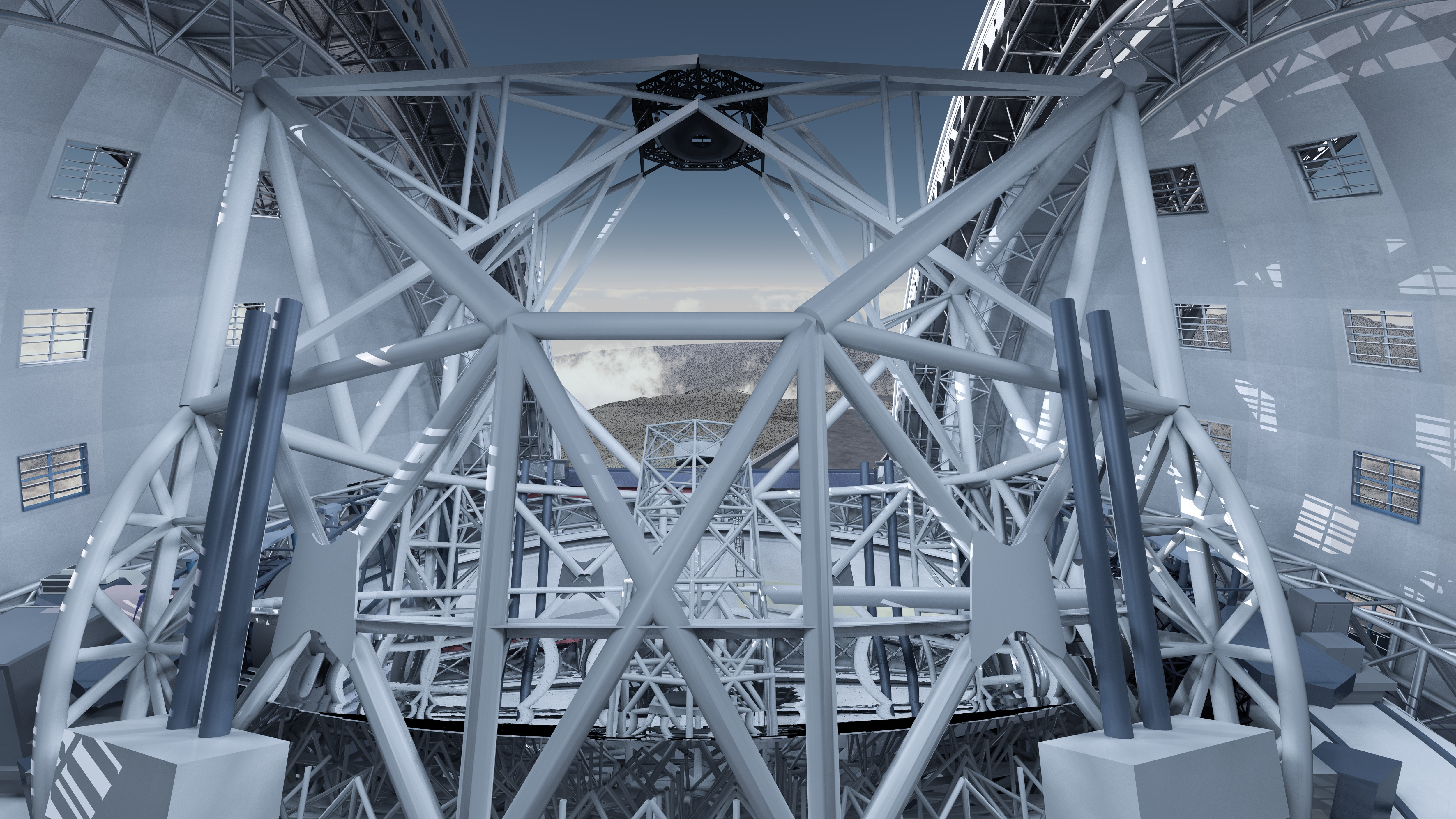
Modelo de la estructura gigantesca y compleja dentro de la caja del E-ELT.

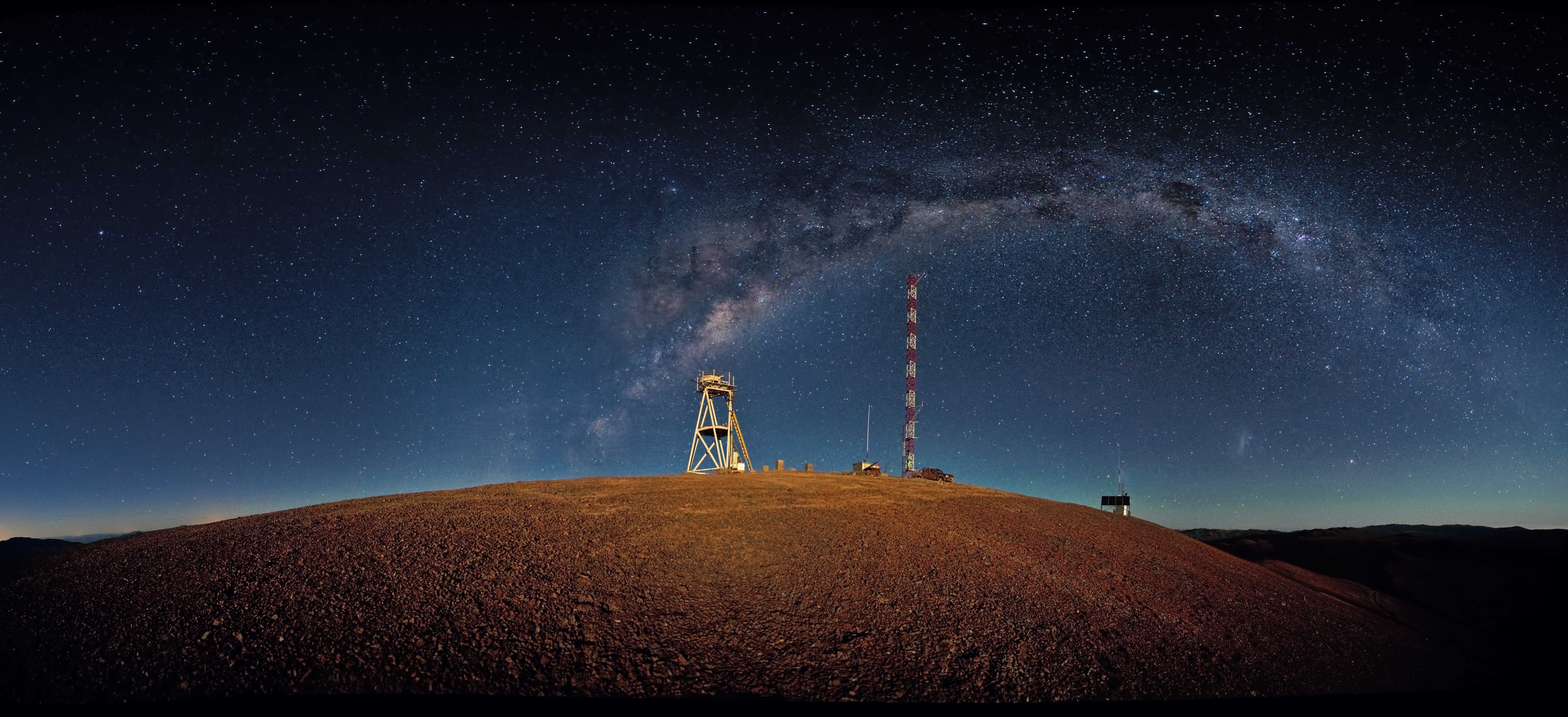
Panorama nocturno del Cerro Armazones, el lugar elegido en abril de 2010 para el Telescopio Extremadamente Grande.

Comparación de los mayores telescopios del mundo.

Ocho conceptos diferentes de instrumentos y dos módulos post-focales AO están actualmente en estudio, con el objetivo de que dos o tres estarán listos para la  primera luz, y los demás que estarán disponibles en varios momentos de la siguiente década. Los instrumentos en estudio son:
- CODEX: un espectrógrafo de muy alta resolución en luz visible.[10]
- EAGLE: un espectrógrafo de campo amplio, con varias unidades de campo integral en el infrarrojo cercano (NIR), con óptica adaptativa (OA) para multi-objetos.[11]
- EPICS: una cámara óptica/NIR para sacar imágenes de planetas y espectrógrafo con extrema OA[12]
- HARMONI: espectrógrafo de banda ancha de un solo campo.
- METIS: un espectrógrafo de imágenes en el infrarrojo medio.
- MICADO: una cámara de infrarrojo cercano limitada por la difracción.
- OPTIMOS: un espectrógrafo multi-objeto de gran campo visual.
- SIMPLE: un espectrógrafo de alta resolución espectral NIR

Dos módulos post-focal OA actualmente en estudio son:
- ATLAS: un módulo de tomografía láser OA
- MAORY:  un módulo de multi-conjugados OA

## Localización
Los posibles lugares que en algún momento se barajaron para la construcción del telescopio fueron Cerro Macon, en Argentina; el Observatorio del Roque de Los Muchachos, en las Islas Canarias, España; Sudáfrica, Chile, Marruecos y la Antártida. Posteriormente se decidió entre los sitios seleccionados por ESO en islas Canarias, en España, o en el cerro Armazones, en Chile.
El 4 de marzo de 2010 el Comité para la selección de la ubicación del ESO recomienda cerro Armazones como ubicación del telescopio. Finalmente el ESO anunció el lunes 26 de abril de 2010 la elección de Cerro Armazones como destino final para la construcción del ELT.

## Características
El Telescopio Extremadamente Grande, en construcción, estará preparado para observar en la longitud de onda de la luz visible e infrarrojo cercano. El telescopio, en una estructura de 5000 toneladas de peso y 80 metros de altura y bajo una cúpula semiesférica, será una telescopio reflector con una resolución angular de entre 0,001 y 0,6 segundos de arco, dependiendo del objeto observado y de los instrumentos utilizados. Su longitud focal será de entre 420 y 840 m (f/10 - f/20) y su montura será altazimutal.